# 6-Stunden-Rennen von Silverstone 2018

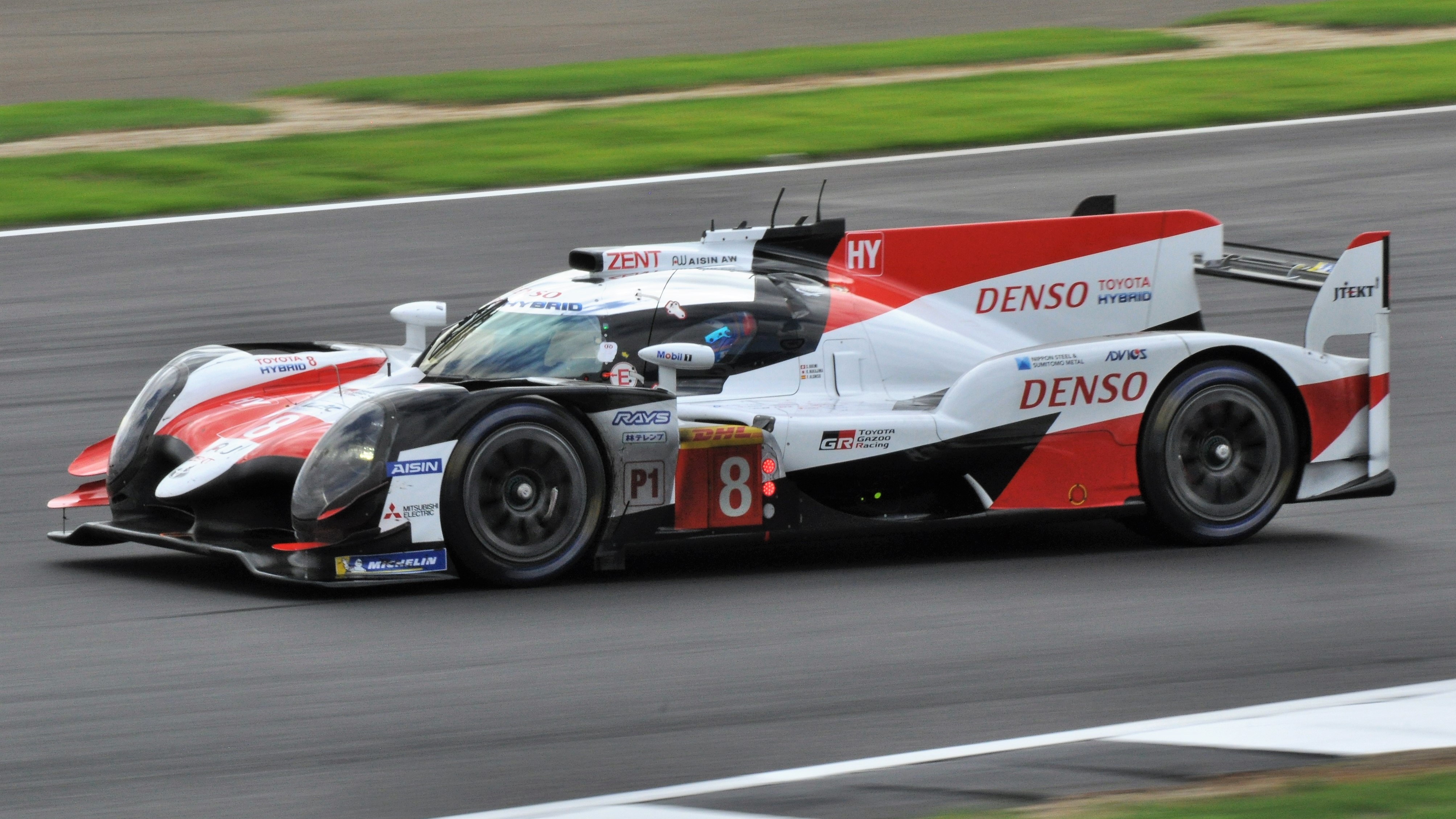
Als Erster im Ziel, aber nachträgliche disqualifiziert: Toyota TS050 Hybrid mit der Startnummer 8

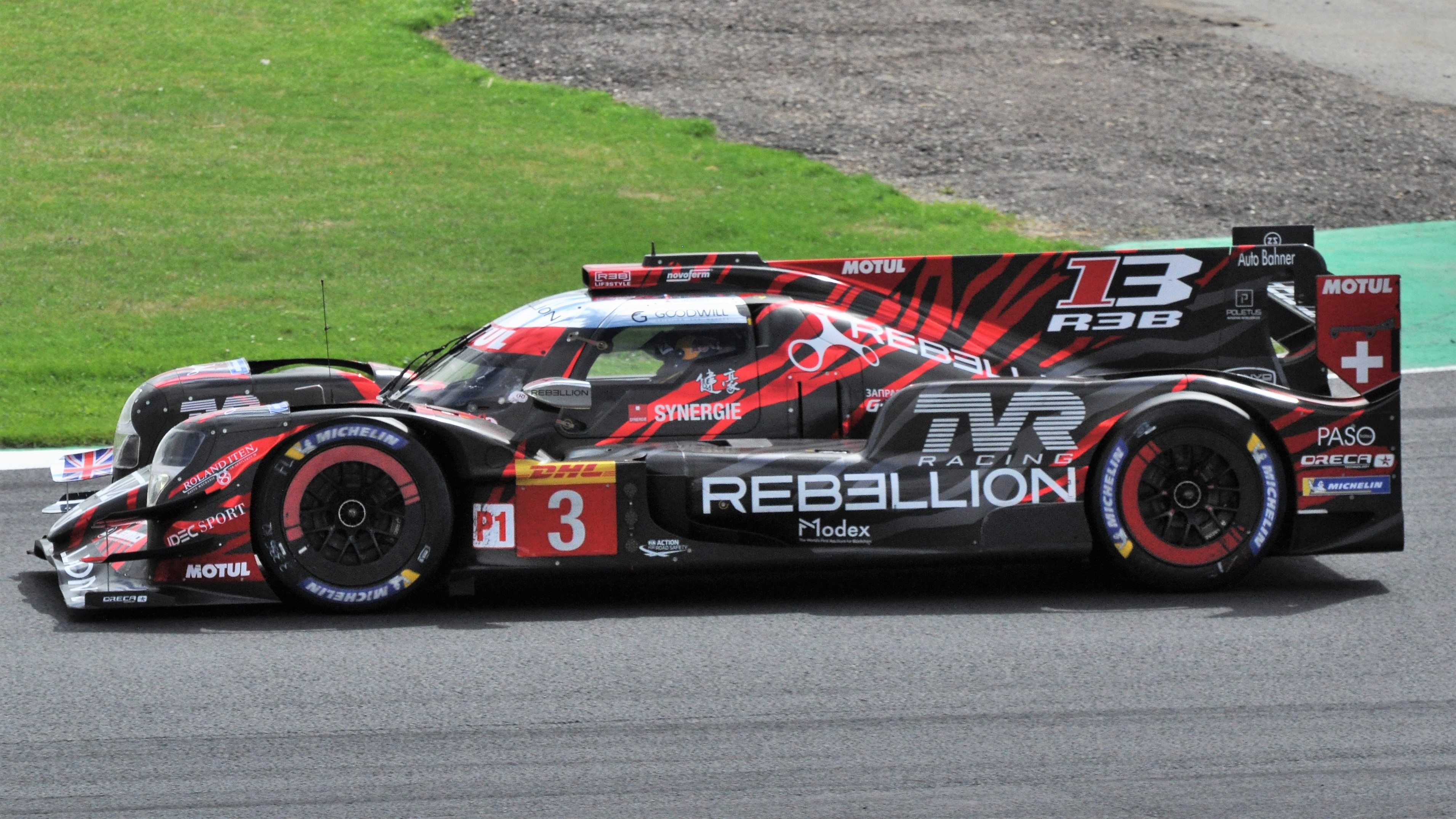
Das Siegerfahrzeug: Der Rebellion R13

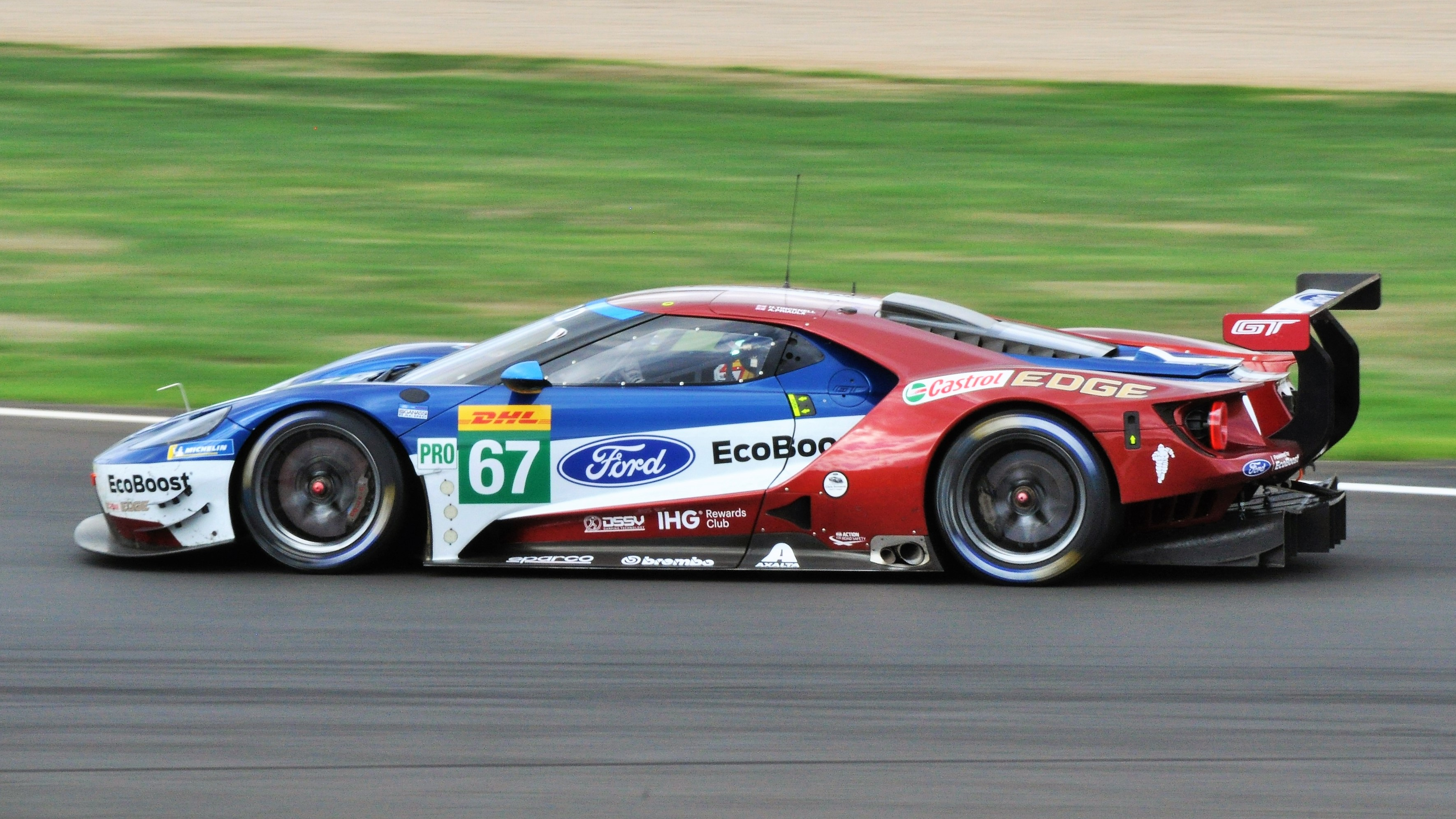
Ford GT von Andy Priaulx und Harry Tincknell; Zweite in der LMGTE-Pro-Klasse

Das siebte 6-Stunden-Rennen von Silverstone, auch 6 Hours of Silverstone und RAC Tourist Trophy 2018, fand am 19. August 2018 auf dem Silverstone Circuit statt und war der dritte Wertungslauf der FIA-Langstrecken-Weltmeisterschaft 2018/19.

## Vor dem Rennen
Mit 34 Fahrzeugen in der Meldeliste traten drei Fahrzeuge weniger an als beim ersten regulären Lauf der Langstrecken-Weltmeisterschaft in Spa-Francorchamps. Nach einem enttäuschenden Lauf beim 24-Stunden-Rennen von Le Mans gab Ginetta bekannt, den Motorenpartner des Ginetta G60-LT-P1 zu wechseln. Motorwechsel müssen laut Reglement einen Monat vor dem nächsten Rennen bei der FIA angemeldet werden. Diese Frist verfehlte der Hersteller, weshalb das Team CEFC TRSM Racing in Silverstone nicht teilnehmen konnte.
Im ersten freien Training verunglückte Bruno Senna nach einer knappen halben Stunde schwer. Er verlor in der Corpse-Kurve das Heck seines Rebellion R13 und rutschte in die Streckenbegrenzung, Senna selbst erlitt einen Bruch im rechten Fuß und konnte am Rennwochenende nicht weiter teilnehmen. Die Trainingssitzung wurde wegen Sennas Unfall mit der roten Flagge unterbrochen und kurz danach wieder aufgenommen. Eine weitere Unterbrechung gab es, als der ENSO CLM P1/01 vom ByKolles Racing Team mit René Binder nach einem Ölleck Feuer fing.
Die Qualifikationssitzung begann mit der Qualifikation der zwei GT-Klassen. Die beste Startposition in der Profiklasse behauptete der Ford GT mit der Nummer 66 vor den beiden Aston Martin mit den Nummern 97 und 95 von Aston Martin Racing. In der Amateurklasse erreichte Jörg Bergmeister im Porsche 911 RSR die beste Startposition vor dem Porsche von Dempsey-Proton Racing mit der Nummer 77.
Die Qualifikationssitzung der Prototypen wurde fünf Minuten vor Ende kurzzeitig unterbrochen. Frits van Eerd war mit seinem LMP2-Prototyp in der letzten Kurve vor Start und Ziel ins Kiesbett gerutscht. Die Pole-Position in der LMP1-Klasse erreichte Mike Conway im Toyota vor dem Schwesterauto mit der Nummer 8; den besten privaten Prototyp aus der Topklasse stellte SMP Racing mit der Nummer 11. In der LMP2-Klasse kam das Jackie Chan DC Racing Team auf die besten Startpositionen.

## Das Rennen
Hektisch ging es beim Rennstart zwischen den Fahrzeugen zu, der Ford GT mit Olivier Pla kollidierte mit dem Dragonspeed-Prototyp mit der Nummer 31. Der Dragonspeed-Prototyp versuchte sich wieder auf der Strecke einzuordnen, wurde dabei aber vom BMW mit der Nr. 81 getroffen. Dieser Unfall beförderte ihn kurzzeitig weit nach hinten im Klassement; am Ende kam er auf der 7. Gesamtposition ins Ziel. Auch der BR Engineering BR1, mit der Nr. 17, und der Rebellion, mit der Nr. 3, berührten sich und gerieten in die Asphaltierte Auslaufzonen, beide konnten das Rennen fortsetzen.
Nach dem Start dominierten die beiden Toyotas die LMP1-Klasse und fuhren untereinander ein ungefährdetes Rennen aus. Nach knapp 65 Minuten ging der bis dahin zweitplatzierte Buemi an Kobayashi vorbei. In dieser Reihenfolge kamen die Fahrzeuge nach einigen Zweikämpfen auch ins Ziel.
Relativ ungefährdet war das Rennen der beiden Oreca 07 des Jackie Chan DC Racing Teams in der LMP2-Klasse. Beide Prototypen hatten am Ende des Rennens 2 Runden Vorsprung auf den drittplatzierten Alpine A470 von Lapierre, Negrão und Thiriet.
In der LMGTE-Pro-Klasse siegten Mücke und Pla im Ford GT vor dem Porsche mit Lietz und Bruni am Steuer. In der Amateurklasse kamen Ried, Andlauer und Campbell im Porsche vor den Aston Martin mit Yoluc, Hankey
und Eastwood ins Ziel.
Nach dem Rennen wurden beide Toyota TS050 disqualifiziert. Im Unterboden eingelassene Metallplatten hatten sich, wie eine technische Nachprüfung bei beiden Fahrzeugen ergab, zu stark verbogen. Dadurch rückte der Rebellion R13 mit Laurent, Menezes und Beche auf den ersten Platz der Gesamtwertung. Es war der erste Sieg eines Privatteams bei einem Rennen der Langstrecken-Weltmeisterschaft. Ebenfalls disqualifiziert wurde der Porsche 911 RSR mit Lietz und Bruni am Steuer, das Fahrzeug überschritt die minimal erlaubte Unterbodenfreiheit.

## Ergebnisse

### Schlussklassement
| Pos.            | Klasse    | Nr. | Team                      | Fahrer                                                  | Fahrzeug                 | Runden |
| --------------- | --------- | --- | ------------------------- | ------------------------------------------------------- | ------------------------ | ------ |
| 1               | LMP1      | 3   | Rebellion Racing          | Thomas Laurent Gustavo Menezes Mathias Beche            | Rebellion R13            | 193    |
| 2               | LMP1      | 1   | Rebellion Racing          | André Lotterer Neel Jani                                | Rebellion R13            | 192    |
| 3               | LMP1      | 17  | SMP Racing                | Stéphane Sarrazin Egor Orudzhev                         | BR Engineering BR1       | 192    |
| 4               | LMP2      | 38  | Jackie Chan DC Racing     | Ho-Pin Tung Gabriel Aubry Stéphane Richelmi             | Oreca 07                 | 185    |
| 5               | LMP2      | 37  | Jackie Chan DC Racing     | Jazeman Jaafar Weiron Tan Nabil Jeffri                  | Oreca 07                 | 185    |
| 6               | LMP2      | 36  | Signatech Alpine Matmut   | Nicolas Lapierre André Negrão Pierre Thiriet            | Alpine A470              | 183    |
| 7               | LMP2      | 31  | Dragonspeed               | Roberto Gonzalez Pastor Maldonado Anthony Davidson      | Oreca 07                 | 181    |
| 8               | LMP2      | 29  | Racing Team Nederland     | Frits van Eerd Giedo van der Garde Nyck de Vries        | Dallara P217             | 181    |
| 9               | LMP2      | 50  | Larbre Compétition        | Erwin Creed Romano Ricci Yoshiharu Mori                 | Ligier JS P217           | 176    |
| 10              | LMP2      | 28  | TDS Racing                | François Perrodo Matthieu Vaxivière Loïc Duval          | Oreca 07                 | 173    |
| 11              | LMGTE Pro | 51  | AF Corse                  | Alessandro Pier Guidi James Calado                      | Ferrari 488 GTE EVO      | 172    |
| 12              | LMGTE Pro | 67  | Ford Chip Ganassi Team UK | Andy Priaulx Harry Tincknell                            | Ford GT                  | 172    |
| 13              | LMGTE Pro | 92  | Porsche GT Team           | Michael Christensen Kévin Estre                         | Porsche 911 RSR          | 172    |
| 14              | LMGTE Pro | 97  | Aston Martin Racing       | Alex Lynn Maxime Martin                                 | Aston Martin Vantage AMR | 171    |
| 15              | LMGTE Pro | 81  | BMW Team MTEK             | Martin Tomczyk Nicky Catsburg                           | BMW M8 GTE               | 171    |
| 16              | LMGTE Pro | 66  | Ford Chip Ganassi Team UK | Stefan Mücke Olivier Pla                                | Ford GT                  | 170    |
| 17              | LMGTE Am  | 77  | Dempsey-Proton Racing     | Christian Ried Julien Andlauer Matt Campbell            | Porsche 911 RSR          | 168    |
| 18              | LMGTE Am  | 90  | TF Sport                  | Salih Yoluç Euan Hankey Charlie Eastwood                | Aston Martin Vantage     | 168    |
| 19              | LMGTE Am  | 56  | Team Project 1            | Jörg Bergmeister Patrick Lindsey Egidio Perfetti        | Porsche 911 RSR          | 168    |
| 20              | LMGTE Am  | 98  | Aston Martin Racing       | Paul Dalla Lana Pedro Lamy Mathias Lauda                | Aston Martin Vantage     | 168    |
| 21              | LMGTE Am  | 61  | Clearwater Racing         | Weng Sun Mok Keita Sawa Matt Griffin                    | Ferrari 488 GTE          | 167    |
| 22              | LMGTE Am  | 86  | Gulf Racing UK            | Mike Wainwright Ben Barker Alex Davison                 | Porsche 911 RSR          | 167    |
| 23              | LMGTE Am  | 70  | MR Racing                 | Motoaki Ishikawa Olivier Beretta Eddie Cheever III      | Ferrari 488 GTE          | 167    |
| 24              | LMGTE Am  | 88  | Dempsey-Proton Racing     | Gianluca Roda Giorgio Roda Matteo Cairoli               | Porsche 911 RSR          | 167    |
| 25              | LMP1      | 10  | Dragonspeed               | Henrik Hedman Ben Hanley Renger van der Zande           | BR Engineering BR1       | 165    |
| 26              | LMGTE Am  | 54  | Spirit of Race            | Thomas Flohr Francesco Castellacci Giancarlo Fisichella | Ferrari 488 GTE          | 158    |
| 27              | LMGTE Pro | 71  | AF Corse                  | Davide Rigon Sam Bird                                   | Ferrari 488 GTE EVO      | 157    |
| 28              | LMGTE Pro | 95  | Aston Martin Racing       | Marco Sørensen Nicki Thiim                              | Aston Martin Vantage AMR | 155    |
| Disqualifiziert |           |     |                           |                                                         |                          |        |
| 29              | LMP1      | 8   | Toyota Gazoo Racing       | Sébastien Buemi Kazuki Nakajima Fernando Alonso         | Toyota TS050 Hybrid      | 197    |
| 30              | LMP1      | 7   | Toyota Gazoo Racing       | Mike Conway Kamui Kobayashi José María López            | Toyota TS050 Hybrid      | 197    |
| 31              | LMGTE Pro | 91  | Porsche GT Team           | Richard Lietz Gianmaria Bruni                           | Porsche 911 RSR          | 172    |
| Ausgefallen     |           |     |                           |                                                         |                          |        |
| 32              | LMGTE Pro | 82  | BMW Team MTEK             | António Félix da Costa Augusto Farfus                   | BMW M8 GTE               | 116    |
| 33              | LMP1      | 4   | ByKolles Racing Team      | Oliver Webb René Binder                                 | ENSO CLM P1/01           | 59     |
| 34              | LMP1      | 11  | SMP Racing                | Mikhail Aleshin Vitaly Petrov Jenson Button             | BR Engineering BR1       | 23     |

### Nur in der Meldeliste
Zu diesem Rennen sind keine weiteren Meldungen bekannt.

### Klassensieger
| Klasse    | Fahrer                | Fahrer          | Fahrer            | Fahrzeug            | Platzierung im Gesamtklassement |
| --------- | --------------------- | --------------- | ----------------- | ------------------- | ------------------------------- |
| LMP1      | Thomas Laurent        | Gustavo Menezes | Mathias Beche     | Rebellion R13       | Gesamtsieg                      |
| LMP2      | Ho-Pin Tung           | Gabriel Aubry   | Stéphane Richelmi | Oreca 07            | Rang 4                          |
| LMGTE Pro | Alessandro Pier Guidi | James Calado    |                   | Ferrari 488 GTE EVO | Rang 11                         |
| LMGTE Am  | Christian Ried        | Julien Andlauer | Matt Campbell     | Porsche 911 RSR     | Rang 17                         |

### Renndaten
- Gemeldet: 34
- Gestartet: 34
- Gewertet: 28
- Rennklassen: 4
- Zuschauer: unbekannt
- Wetter am Renntag: bewölkt und trocken
- Streckenlänge: 5,891 km
- Fahrzeit des Siegerteams: 6:02:10,579 Stunden
- Gesamtrunden des Siegerteams: 193
- Gesamtdistanz des Siegerteams: 1.136,963 km
- Siegerschnitt:  209,1 km/h
- Pole-Position: José María López & Mike Conway – Toyota TS050 Hybrid (#7) – 1:36,895[7]
- Schnellste Rennrunde: Mike Conway – Toyota TS050 Hybrid (#7) – 1:36,769
- Rennserie: 3. Lauf zur FIA-Langstrecken-Weltmeisterschaft 2018/19